# گیشا (فیلم ۱۹۸۳)
گیشا (به ژاپنی: 陽暉楼) فیلمی ژاپنی به کارگردانی هیدئو گوشا است که در سال ۱۹۸۳ منتشر شد. از بازیگران آن می‌توان به میتسوکو بایشو اشاره کرد.